# フタバ (卸売業)
株式会社フタバ（英称：FUTABA CORPORATION.）は、熊本県熊本市南区の商業団地である流通団地に本社を置き、自動車補修部品の卸販売事業を営む企業である。自動車補修部品卸業としては、西日本で1位、全国でも5位以内という売上高を上げている。

## 概要
通称『フタバ部品』の名で知られており、物流拠点である流通団地 (熊本市)の本社営業所に加え、14の営業所によって熊本県内のほぼ全域をカバーしている。現在は業界の新たなニーズに応え、広域補修部品業者として社会に貢献するべく経営革新を進めている。

## 経営
「より開かれた企業」「全員経営のできる企業」をキーワードとし、創業以来「よい品、より安く」を追求している。本社をハブセンターとすることで物流の効率化を図り、発注された商品を素早く正確に納品するため、熊本県内に14の拠点を展開している。2012年5月には、関連会社である（株）北九州部品を北九州市に出店するなど、年々販路を拡大している。
2013年度のスローガンは「会社を外からも中からもクリーンにしていきましょう」である。

## マイスター制度
フタバでは部品を的確に供給するという「従来型の営業」だけでなく、顧客である整備工場や板金工場に最適な設備の助言や工場運営のアドバイスなどの提案ができる人材育成が必要だという考えのもと、「マイスター制度」という独自の社員教育制度を導入している。この制度は、顧客の課題や悩みをヒアリングし、マーケティングを加味しながら、「提案型の営業」ができる営業マンの育成を目的としている。
「タイヤ」、「バッテリー」、「ナビゲーション」、「オイル」、「スキャンツール」の5つの分野の研修が月に1回（全5回）実施されており、評価には初級、中級、上級、プロ、サービスという5段階が設定されている。

## サポートセンター
流通団地にある本社と関連会社である北九州部品にはサポートセンターを開設し、専門の資格を取得した整備士を揃えることで、ハイブリッド車や電気自動車など、電子化されたシステムにコントロールされた高度な技術を必要とする車両の整備を請け負い、顧客である整備工場や板金工場、ディーラーを支援するためのサービスを全国に先駆けて開始している。

## オンラインシステム
フタバで取り扱っている約4万点の商品は、すべて各メーカーのオンラインシステムで管理されており、現在では車両のコンピューターシステムから、各種リビルド商品や設備工具の提供にも対応している。
電子カタログやスマートフォンを活用したシステム導入も進めており、次世代発注インフラの整備にも着手している。

## 工具ショー
フタバ工具ショー（FUTABA TOOL SHOW）は、毎年1回2日間の日程でフタバが主催する自動車整備用機械及び工具の展示会である。2012年度で第31回を数え、来場者数は2001年の2,721人をピークに、近年まで約1,600人で推移している。
例年開催しているグランメッセ熊本（熊本産業展示場）の会場には、70社ほどの自動車部品メーカーや商社がブースを出店し、大型の自動車整備用機械工具や最新技術を導入した商品などが展示される。工具ショーで主に扱われている商品は、オパシメーター、ライトテスター、エンジン診断機、ハンドツール、ビークルモニター、ヘッドライトテスター、リフト、アライメント、スキャンツールなどである。

## 沿革
- 1947年2月 - 熊本市に前身の「有限会社岩本商会」を設立（資本金50万円）。
- 1957年2月 - 本社社屋を熊本市十禅寺町326-2に移転拡張。有限会社岩本商会を社名組織変更して「双葉車輛工業株式会社」を設立。
- 1966年 - ドライブショップを開店し、カーアクセサリー用品販売を営む。
- 1973年12月 - 社名を「株式会社フタバ」に変更。宇土営業所開設。
- 1976年 - 宇土営業所新築移転（現在地）、阿蘇営業所新築移転（現在地）、菊池営業所新築移転（現在地）。
- 1977年 - カー用品センターを新築移転。
- 1980年 - 「ホームセンターフタバ」（建物2,6401m2、売場面積2,3101m2）を十禅寺町に新築開店。
- 1983年11月 - 御船営業所開設。
- 1985年1月 - 山鹿営業所開設。
- 1987年6月 - 「ホームセンターフタバ」2号店を八代に新築開店（2013年5月閉店）。
- 1987年10月 - 健軍営業所開設。
- 1988年2月 - 「株式会社ホームセンターフタバ」を設立し、小売部門を移管。
- 1989年6月 - 北営業所開設。
- 1989年10月 - 本社を現在地熊本市流通団地へ新築移転（敷地面積7,121m2、建物3,0431m2）。北営業所開設。
- 1990年7月 - 玉名営業所開設。
- 1994年9月 - 玉名営業所新築移転。
- 1994年10月 - 大矢野営業所開設。
- 1997年2月 - 菊陽営業所開設（カーショップフタバ菊陽店合同店舗）。
- 1997年6月 - 八代営業所開設。
- 2000年1月 - 八代営業所新築移転。
- 2000年2月 - 本渡営業所開設。
- 2000年8月 - 本社内において新規部門リサイクルネット開設。
- 2002年5月 - 人吉営業所・多良木営業所開設。
- 2004年9月 - 山鹿営業所新築移転。
- 2006年12月 - 北営業所新築移転。
- 2009年8月 - 社有地の再開発事業のため、ホームセンターフタバ熊本店・カーショップ熊本店・ゴルフショップを閉店し、バイカーズ熊本店は移転。
- 2010年2月 - 大矢野営業所公共事業のため移転。
- 2010年5月 - 再開発事業（さくらの森・熊本市十禅寺）、一部運用開始により不動産管理事業開始。
- 2011年3月 - サポートセンター開設。
- 2012年3月 - 「株式会社北九州部品」を設立し、北九州市にて営業開始。

## 本社・事業所
- 本社 - 熊本市南区流通団地一丁目10-1
  - サポートセンター - 熊本市南区流通団地一丁目10-1
- 阿蘇営業所 - 阿蘇市西町91-7
- 御船営業所 - 上益城郡御船町辺田見1578
- 東営業所 - 上益城郡益城町古閑134-22
- 北営業所 - 合志市須屋620-1
- 玉名営業所 - 玉名市岱明町野口32-1
- 大矢野出張所 - 上天草市大矢野町上386-3
- 八代営業所 - 八代市上片町1812-1
- 宇土営業所 - 宇土市境目町968
- 菊池営業所 - 菊池市野間口374
- 山鹿出張所 - 山鹿市川端町109
- 菊陽営業所 - 菊池郡菊陽町津久礼2098-131
- 本渡営業所 - 天草市川原町22-20
- 人吉営業所 - 人吉市下林町300-1
- 多良木出張所 - 球磨郡多良木町多良木4036-2

## 主な取扱商品
自動車補修部品（外装、車検部品、機能部品等）、自動車用品（ナビゲーション、ETC、AV機器等）、タイヤ、バッテリー、リビルドパーツ、中古パーツ、塗装・塗料、ケミカル、工場用コンピューターシステム、整備機械工具等。

## 主要取引先
- SPK株式会社
- エンパイヤ自動車株式会社
- ヤマト自動車株式会社
- パナソニック カーエレクトロニクス株式会社
- 株式会社ジーエス・ユアサ バッテリー
- ブリヂストンタイヤジャパン株式会社
- 日本特殊陶業株式会社
- 株式会社ブロードリーフ